# Michael Sieweke
Michael H. Sieweke (* 1963 in Marsberg) ist ein deutscher Immunologe.
Sieweke studierte an der Universität Tübingen und wurde an der University of California, Berkeley, promoviert. Er war am EMBO in Heidelberg und habilitierte sich 1999 an der Universität Heidelberg. Danach war er Forschungsdirektor des CNRS (ab 1999) und Gruppenleiter am Zentrum für Immunologie in Marseille-Luminy (CIML). Ab 2014 war er Einstein Visiting Fellow am Berlin Center of Health. 2018 erhielt er eine Humboldt-Professur an der TU Dresden, wo er am Zentrum für Regenerative Therapien Dresden (CRTD) tätig ist. Er war Gastwissenschaftler am Australian Regenerative Medicine Institute in Melbourne.
Sieweke erforscht wie Immunzellen neu gebildet werden zum Beispiel als Reaktion auf Angriffe im Immunsystem. Er konnte zeigen, dass Makrophagen sich ähnlich wie Stammzellen unbegrenzt teilen können, und dass sie dabei auch ähnliche Gen-Netzwerke mobilisieren wie embryonale Stammzellen. Davor war man davon ausgegangen, dass nur Stammzellen dies könnten. Die Vermehrung der Makrophagen erfolgt aber kontrolliert. Er erforscht wie diese zum Erhalt der Gewebefunktion beitragen und wie sie neu gebildet werden. Sieweke konnte mit Mitarbeitern zeigen, dass und wie bei Infektionen Blutstammzellen durch Botenstoffe angeregt werden neue Makrophagen und andere weiße Blutkörperchen zu bilden. Er forscht an der Anwendung dieser Entdeckung zum Beispiel beim Neuaufbau des Immunsystems nach Knochenmarktransplantation und Geweberegeneration.
Er erhielt die Silbermedaille des Centre national de la recherche scientifique (CNRS) und einen Advanced Grant des Europäischen Forschungsrats (ERC). Sieweke ist Mitglied der European Molecular Biology Organization (EMBO).

## Schriften (Auswahl)
Alle Publikationen im PUBMED gefunden können
- mit Aziz et al. : MafB/c-Maf Deficiency Enables Self-Renewal of Differentiated Functional Macrophages, Science, Band 326, 2009, 5954, PMID 19892988.
- mit Sarrazin et al. : MafB restricts M-CSF-dependent myeloid commitment divisions of hematopoietic stem cells, Cell, Band 138, 2009, PMID 19632180.
- mit Judith E. Allen: Beyond Stem Cells: Self-Renewal of Differentiated Macrophages, Science, Band 342, 2013, 1242974, PMID 24264994.
- mit Mossadegh-Keller et al. : M-CSF instructs myeloid lineage fate in single haematopoietic stem cells, Nature, Band 497, 2014, 4998, PMID 23575636.
- mit R. Gentek, K. Molawi: Tissue macrophage identity and self-renewal, Immunol Rev., Band 262, 2014, S. 56–73.
- mit Soucie u. a.: Lineage-specific enhancers activate self-renewal genes in macrophages and embryonic stem cells, Science, Band 351, 2016, PMID 26797145.
- mit Mossadegh-Keller et al. : Developmental origin and maintenance of distinct testicular macrophage populations, JEM, Band 214, 2017, PMID 28784628.